# Ulak Kemang
Ulak Kemang is een bestuurslaag in het regentschap Ogan Komering Ilir van de provincie Zuid-Sumatra, Indonesië. Ulak Kemang telt 2399 inwoners (volkstelling 2010).